# Ternstroemia dehiscens
Ternstroemia dehiscens är en tvåhjärtbladig växtart som beskrevs av Huber. Ternstroemia dehiscens ingår i släktet Ternstroemia och familjen Pentaphylacaceae. Inga underarter finns listade i Catalogue of Life.